# سندهرست، ویکتوریا
سندهرست (به انگلیسی: Sandhurst) یک منطقهٔ مسکونی در استرالیا است که در ویکتوریا (استرالیا) واقع شده‌است.